# Nagada
Nagada ou Naqada (Ombos (grec ancien : Ὀμβος), Noubet ou Nebout en  égyptien ancien) est une ancienne ville du 5e nome de Haute-Égypte, le nome des Deux Divinités. Son nom grec, Ombos, est identique à celui d'une ville située plus au sud, dans le 1er nome de Haute-Égypte, qu'on nomme maintenant Kôm Ombo. Le site a donné son nom à la civilisation prédynastique de la culture de Nagada. Le site a livré de nombreuses tombes et un riche mobilier funéraire de cette période.

## Histoire
| S12 | D58 | X1 · O49 |

| S12 | D58 | X1 · O49 |

| S12 | D58 | X1 · O49 |

| S12 | D58 | X1 · O49 |

| S12 | X1 | G43 | O49 |

| S12 | X1 | G43 | O49 |

| S12 | X1 | G43 | O49 |

| S12 | X1 | G43 | O49 |

### Dieu tutélaire
Il semblerait qu'avant même la réunification des Deux Terres, Seth, le dieu de Haute-Égypte, y aurait eu son principal culte. Le delta du Nil voyait la triade osirienne, Isis, Osiris et Horus-le-Jeune, prendre de l'ampleur. Assassin de son frère Osiris, Seth ne résista pas aux époques tardives où les Égyptiens le bannirent du panthéon, laissant place à Horus-l'Ancien (Haroëris) et Sobek. Le superbe temple ptolémaïque de ces deux divinités fait aujourd'hui penser à une acropole, situé plus au sud dans la région d'Assouan à Kôm Ombo qu'il convient donc de ne pas confondre avec Ombos.

### Occupation du site
Naqada, antique ville des temps prédynastiques, occupait le sud du site et s'étendait sur une longueur de plus d'un demi-kilomètre. Ce site forme l'un des rares ensembles urbains de cette période qui soit parvenu jusqu'à nous. Les nécropoles jouxtaient la ville. Le site continua à être habité à l'Ancien Empire, puis semble s'effacer pour renaître plus au nord à Nebout.
En effet, le site parait être réoccupé à la fin de la Deuxième Période intermédiaire au vu des tombes découvertes à Ballas, site proche de Nebout. C'est à Ballas également que Reisner découvrit au début du XXe siècle deux enceintes de briques crues datant de la XVIIe dynastie dont une au moins renfermait un palais. Sans doute ce site représente la base avancée des souverains en lutte contre les Hyksôs et Noubet formait alors son centre cultuel le plus proche.
C'est là que les vestiges du temple de Seth ont été découverts. L'ensemble a été fouillé par Petrie et Quibell à la fin du XIXe siècle et remonte pour l'essentiel au Nouvel Empire. Ils ont ainsi révélé que le temple suivait un axe est-ouest et était enfermé dans une enceinte de briques crues d'une soixantaine de mètres de long ouverte à l'est et à l'ouest par deux pylônes également en briques crues. La plupart des blocs retrouvés datent de la XVIIIe dynastie et notamment de Thoutmôsis Ier. Le Musée du Caire possède ainsi un linteau de porte au nom de ce pharaon où l'on peut voir le dieu Seth faisant face au nom d'Horus du roi et lui tendant le signe de vie. Un dépôt de fondation au nom de Thoutmôsis III démontre que le temple a été remanié voire agrandi par le célèbre pharaon conquérant. Cependant, le plan du sanctuaire est difficilement identifiable tant cette partie du temple a été arasée au contraire des parties annexes qui comportaient magasins et greniers. Le temple occupait le centre de la ville d'alors et le site semble avoir été occupé jusqu'à la Troisième Période intermédiaire.

### Nécropole
Le site comporte des nécropoles s'étalant de la période prédynastique avec ses inhumations caractéristiques des premiers temps à la fin du Nouvel Empire. Le site a été l'un des premiers sites prédynastiques fouillés, et a donc donné son nom à la culture associée. Ce site a livré de nombreuses tombes et un riche mobilier funéraire de cette période très ancienne. À l'Ancien Empire des mastabas ont été construits pour l'élite locale, tandis qu'un roi, sans doute Snéfrou de la IVe dynastie, édifia une petite pyramide à degrés comme il le fit à Seïlah ou sur l'île Éléphantine à Assouan. La fonction exacte de ces pyramides est inconnue. 

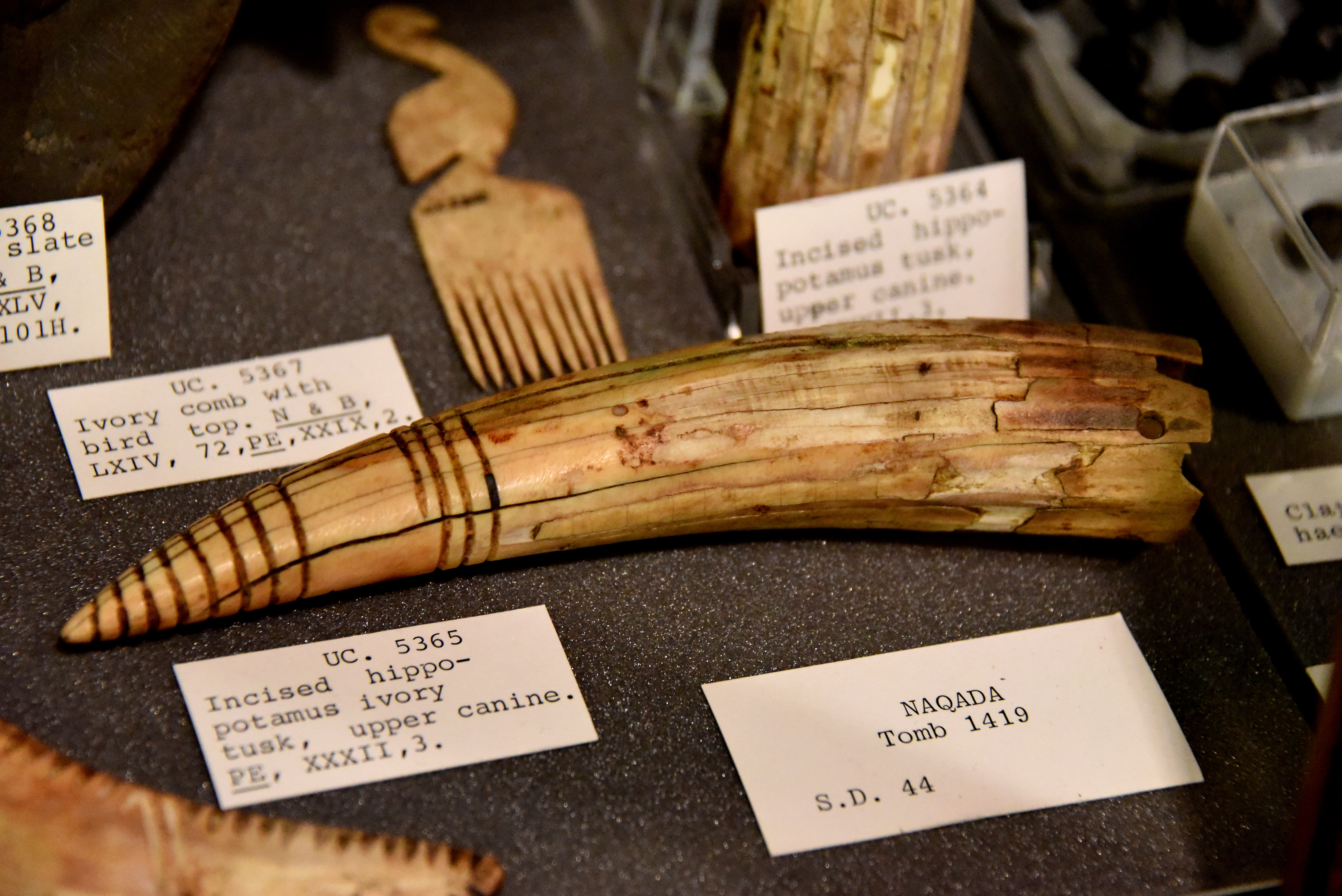
Défense en ivoire d'hippopotame incisée, une canine supérieure avec quatre trous autour du sommet, provenant de la tombe 419 de Nagada, Musée Petrie, Londres.
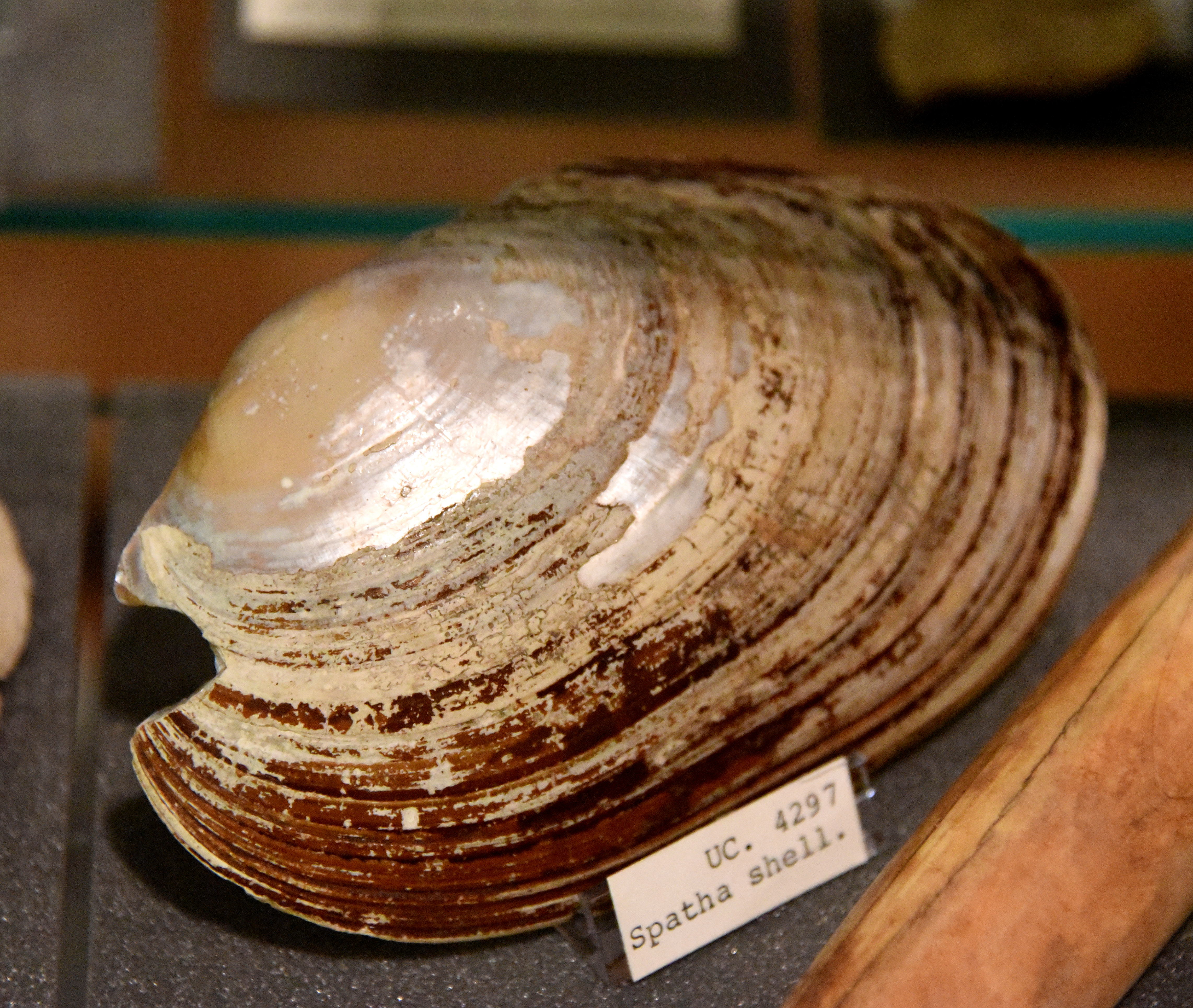
Coquille d'aspathaire[5] provenant de la tombe 1539 de Nagada, Musée Petrie, Londres.